# Michael Thiede
Michael Thiede (* 22. September 1981) ist ein deutscher ehemaliger Handballspieler.

## Karriere

### Jugend
Michael Thiede verbrachte seine Kindheit in Sehnde, wo er nach dem Gewinn diverser Weitwurfwettbewerbe unter Dieter Beschnidt beim TV Eintracht Sehnde das Handballspielen erlernte. Nach einem Umzug nach Rethmar unterbrach er seine Karriere für zwei Jahre. Mit der A-Jugend des TVE wurde er Vize-Niedersachsenmeister. In dieser Saison entwickelte sich der 2,02 Meter große Rückraumspieler zu einem Leistungsträger im Team.

### Männerhandball
Kurz nach seinem 17. Geburtstag absolvierte Thiede seinen ersten Einsatz in der Männermannschaft des Bezirksoberligisten TVE Sehnde. Über die TSV Burgdorf gelangte er zum Drittligisten Lehrter SV, wo er unter Trainer Christoph Geis spielte. Dort wurde er in der Saison 2004/05 Torschützenkönig mit 206 Toren in 24 Spielen. Zudem gelang der Aufstieg in die Regionalliga und in der Saison 2005/06 der Klassenerhalt. 
Zur Saison 2006/07 wechselte er zum Bundesliga-Aufsteiger Eintracht Hildesheim. Nach nur einer Spielzeit wechselte er zu Frisch Auf Göppingen. Mit Göppingen gewann er 2011 und 2012 den EHF-Pokal. Sein dortiger Vertrag lief bis 2012. Da dieser über 2012 hinaus nicht weiter verlängert worden war, schloss er sich dem TV Großwallstadt an. Nachdem Großwallstadt am Ende der Saison 2012/13 aus der Bundesliga abgestiegen war, wurde Thiedes nur für die erste Liga gültiger Vertrag nicht verlängert, woraufhin er 2013/14 zurück nach Göppingen ging. Michael Thiede wurde nach Ablauf seines Vertrags zum Ende der Spielzeit 2013/14 in Göppingen verabschiedet. Er beendete nach dieser Saison seine Profi-Karriere aufgrund einer Schulterverletzung. In der Saison 2015/16 lief er nochmal für den Lehrter SV in der Oberliga auf.

## Bundesligabilanz
| Saison    | Verein               | Spielklasse | Spiele | Tore | 7-Meter | Feldtore |
| --------- | -------------------- | ----------- | ------ | ---- | ------- | -------- |
| 2006/07   | Eintracht Hildesheim | Bundesliga  | 33     | 67   | 0       | 67       |
| 2007/08   | Frisch Auf Göppingen | Bundesliga  | 31     | 65   | 0       | 65       |
| 2008/09   | Frisch Auf Göppingen | Bundesliga  | 34     | 87   | 4       | 83       |
| 2009/10   | Frisch Auf Göppingen | Bundesliga  | 34     | 113  | 0       | 113      |
| 2010/11   | Frisch Auf Göppingen | Bundesliga  | 32     | 116  | 0       | 116      |
| 2011/12   | Frisch Auf Göppingen | Bundesliga  | 24     | 69   | 0       | 69       |
| 2012/13   | TV Großwallstadt     | Bundesliga  | 14     | 51   | 0       | 51       |
| 2013/14   | Frisch Auf Göppingen | Bundesliga  | 23     | 4    | 0       | 4        |
| 2006–2014 | gesamt               | Bundesliga  | 225    | 572  | 4       | 568      |

## Sonstiges
Er hat eine Ausbildung zum Elektriker und zum Immobilienkaufmann absolviert und einen Sohn.